# Boston Beacons
Beacons Boston foi um clube americano de futebol de Boston . Em 1968, eles foram membros fundadores da North American Soccer League, mas foram extintos após apenas uma temporada. Os Beacons surgiu como um clube fênix do time da United Soccer Association, Boston Rovers . Eles jogaram seus jogos em casa no Fenway Park .

## História
Foi fundado em 1968 na cidade de Boston, Massachusetts e foi uma das equipes fundadoras da North American Soccer League. Jogavam no Fenway Park, estádio do Boston Red Sox. Durou apenas uma temporada.

## Jogos oficiais do clube
| 31 de março de 1968 1 | Oakland Clippers | 2–1   | Boston Beacons |                |  |
|                       |                  | [ 1 ] |                | Público: 5,714 |  |

| 3 de abril de 1968 2 | San Diego Toros | 2–1   | Boston Beacons |                |  |
|                      |                 | [ 1 ] |                | Público: 1,872 |  |

| 23 de abril de 1968 3 | Boston Beacons | 3–0   | Detroit Cougars |                |  |
|                       |                | [ 1 ] |                 | Público: 4,406 |  |

| 12 de maio de 1968 8 | Atlanta Chiefs | 4–1   | Boston Beacons |                |  |
|                      |                | [ 1 ] |                | Público: 3,880 |  |

| 20 de julho de 1968 20 | Kansas City Spurs                                | 7–1   | Boston Beacons |                |  |
|                        | Rummel · Barber · De Robertis · Seissler · Glock | [ 3 ] | Davies         | Público: 7,585 |  |